# Dasha (cantante 1981)
Dasha, pseudonimo di Dagmar Sobková (Zlín, 27 giugno 1981), è una cantante ceca.

## Biografia
Dasha si è avvicinata alla musica già da bambina, quando suonava il violino e cantava nel coro della Filarmonica Bohuslav Martinů di Zlín, sua città natale. Nel 1996 ha vinto la competizione per talenti Zlíntalent. Nel 1998 ha iniziato a studiare al Conservatorio di Praga, mentre accompagnava i famosi artisti cechi Karel Gott ed Helena Vondráčková in tour.
È nota soprattutto come attrice teatrale, avendo interpretato numerosi ruoli da protagonista in varie rappresentazioni a Praga. In particolare, la sua interpretazione di Maria Maddalena in Jesus Christ Superstar nel 2010 le ha fruttato un premio Talia, i più prestigiosi riconoscimenti per attori teatrali nella Repubblica Ceca, nella sezione Opera, operetta e musical.
Dasha pubblica musica anche come solista. Nel 1997 è uscito il suo album di debutto, ...do peřin. Dopo essersi dedicata interamente al teatro, tornerà vent'anni dopo con il secondo album, Konečně (il titolo significa, appunto, "finalmente"), che raggiunge il 6º posto nella classifica settimanale degli album più venduti in Repubblica Ceca.

## Discografia

### Album in studio
- 1997 – ...do peřin
- 2017 – Konečně
- 2020 – Dasha Symphony

## Teatro
- Cenerentola (2001) – Cenerentola
- Galileo (2003) – Mia
- Amleto (2005) – Ofelia
- Golem (2006) – Rebeka
- Angelika (2007) – Angelika
- Carmen (2008) – Carmen
- Mona Lisa (2009) – Lisa
- Monty Python's Spamalot (2010) – Dama del lago
- Jesus Christ Superstar (2010) – Maria Maddalena
- Vražda za oponou (2011) – Georgia Hendricks
- Aida (2012) – Aida
- Bonnie & Clyde (2016) – Bonnie
- Iago (2017) – Bahiya